# Будинок Чернігівського міського училища імені М. В. Гоголя
Будинок Чернігівського міського училища імені М. В. Гоголя або Будинок школи — пам'ятка архітектури місцевого значення у Чернігові. Наразі у будівлі розміщується Чернігівський обласний інститут післядипломної педагогічної освіти (ректорат) імені К. Д. Ушинського.

## Історія
Рішенням виконкому Чернігівської обласної ради народних депутатів від 12.02.1985 № 75 надано статус «пам'ятник архітектури місцевого значення» з охоронним № 20-Чг під назвою «Будинок школи». Будівля має власну «територію пам'ятника», розташовану в «охоронній зоні» (обмеженої вулицями Гоголя, П'ятницька, Мстиславська та школою № 19), за правилами забудови та використання території. На будівлі встановлено інформаційну дошку.

## Опис
Будинок був збудований 1911 року за проєктом інженера І. М. Якубовича. Кам'яний, 2-поверховий, прямокутний у плані будинок, площею 458,7 м². Будівля збудована в українському народному стилі з елементами модерну. Симетрію головного фасаду підкреслює тамбур центрального входу та бароковий фронтон із пінаклями, його форми свідчать про звернення до спадщини українського бароко.
Будівлю було збудовано для Чернігівського міського училища, потім використовувалося для школи № 6 імені М. В. Гоголя. З 1963 року у будівлі розмістився «Чернігівський обласний інститут удосконалення вчителів», створений 1940 року, та його бібліотека. 23 березня 1993 року реорганізовано в «Чернігівський обласний інститут підвищення й перепідготовки працівників освіти», 7 лютого 2001 року було знову реорганізовано в «Чернігівський обласний інститут післядипломної педагогічної освіти (ректорат) імені К. Д. Ушинського» (сучасна назва з 29 жовтня 2009 року).
На фасаді будівлі встановлено меморіальну дошку ректору Чернігівського обласного інституту післядипломної педагогічної освіти Віталію Івановичу Скрипці, який працював тут (1993—2010).